# 手紙は憶えている
『手紙は憶えている』（てがみはおぼえている、原題: Remember）は、2015年製作のカナダ、ドイツ映画。ホロコーストを題材にしたサスペンス映画。アトム・エゴヤン監督。

## あらすじ
ゼヴは今年90歳で、ニューヨークの介護施設で暮らしている。最近は認知症が進行し、最愛の妻、ルースが死んだことさえ忘れてしまうようになっていた。
ある日、ゼヴは友人のマックスから1通の手紙を託される。2人はアウシュビッツ収容所からの生還者で、ナチスに大切な家族を殺されていた。その手紙には2人の家族を殺したナチスの兵士に関する情報が記されていた。その兵士の名はオットー・ヴァリッシュといい、現在は"ルディ・コランダー"という偽名を使って暮らしているという。コランダーと名乗る人物は4人にまで絞り込まれていた。体が不自由なマックスに代わりゼヴは復讐を決意、1通の手紙とかすかな記憶だけを頼りに、単身オットー・ヴァリッシュを探しに旅に出る。手紙の指示通りに、まず鉄道でクリーブランドに向かう。
1人目のコランダーは戦時中ナチスではあったが、配属されたのは北アフリカで、アウシュビッツには関与していなかった。2人目は同性愛者であることを理由にアウシュビッツに収容されており、ゼヴと同じくナチスによる被害者であった。3人目はすでに他界しており、ゼヴは息子であるジョン・コランダーに父の友人であると嘘をつき、家に上げてもらう。彼の話では3人目のコランダーは開戦時はまだ10歳で、軍の調理人として働いていただけだった。無駄足とわかりゼヴは帰ろうとするが、腕の囚人番号からユダヤ人であることがばれてしまう。ナチ思想に傾倒していたジョンは怒り狂い、ゼヴを罵倒する。身の危険を感じたゼヴは、襲われたはずみでジョンと彼の飼い犬を撃ち殺してしまう。3人目の家を出た後、怪我をしたゼヴは病院へ搬送される。連絡を受けたゼヴの息子のチャールズが病院へ向かうも、ゼヴは病院から抜け出していた。
そして4人目のコランダーの家に向かい、コランダーの娘と孫に出迎えられ、遂に"ルディ・コランダー"と対面する。コランダーの声を聞いたゼヴは、彼こそがオットー・ヴァリッシュであると確信する。コランダーに「家族に聞かれたくないから外で話そう」と促され、テラスへ移動する。その時、チャールズがコランダー家を訪れ、コランダーの娘と孫がテラスへ案内する。そこにはコランダーに銃を突きつけるゼヴがおり、3人は驚愕する。孫に銃を向けられたコランダーは、「自分は捕虜ではなくナチスであったこと、アウシュビッツのブロック責任者としてユダヤ人虐殺に加担したこと、ドイツ人としての本名はクニベルト・シュトルムであること」を打ち明ける。ゼヴが「ちがう、お前はオットー・ヴァリッシュだ」と問いただすもコランダーは「ゼヴこそがオットー・ヴァリッシュだ」と主張する。話を聞けばコランダーとゼヴは2人ともアウシュビッツのブロック責任者であり、終戦の際、ユダヤ人であると偽ってアメリカへ渡った。腕の囚人番号もユダヤ人だと偽るために自分たちで彫ったものだという。その証拠にコランダーの左腕には、ゼヴの囚人番号より1つ若い番号が彫られていた。ゼヴは混乱し、詰め寄るコランダーを撃ってしまう。そしてすべてを思い出したゼヴは、チャールズの顔を見た後、自らの頭を撃ち抜き自殺する。
後日、ゼヴがいた介護施設で老人たちがニュースを見ており、コランダー家で起きた事件が報じられていた。老人たちは、ゼヴは自分が何をしたかわかっていないのだろうと話すが、マックスは老人たちに「ゼヴは自分がしたことをわかっている。ゼヴが殺した男の名はクニベルト・シュトルム、ゼヴの本当の名はオットー・ヴァリッシュ、その2人が自分の家族を殺した」ことを話す。すべてはマックスによって仕組まれた壮大な復讐だったのである。

## キャスト
※括弧内は日本語吹替
- ゼヴ・グットマン - クリストファー・プラマー（糸博）
- ルディ・コランダー#1 - ブルーノ・ガンツ（堀越富三郎）
- ルディ・コランダー#4 - ユルゲン・プロホノフ
- ルディ・コランダー#2 - ハインツ・リーフェン（英語版）
- チャールズ・グットマン - ヘンリー・ツェニー（根本泰彦）
- ジョン・コランダー - ディーン・ノリス（木村雅史）
- マックス・ザッカー - マーティン・ランドー（関口篤）

## 制作
脚本のベンジャミン・オーガスト（1979年生まれ）は、ニュージャージー州リビングストン出身のユダヤ人。近年、年配の俳優の作品が少ないと感じて、高齢者中心の脚本をカナダのプロデューサー、ロバート・ラントスに送った。
2014年4月30日にアトム・エゴヤン監督と発表され、撮影は2014年7月14日に始まった。

## リメイク
2022年にイ・イルヒョンより監督、脚本を手掛ける《復讐の記憶》（2023年9月1日より日本公開予定）が本作に基づくリメイクである。主演はイ・ソンミンとナム・ジュヒョク。